# Billy Lee Riley
Billy Lee Riley (Pocahontas, 5 de outubro de 1933 – Jonesboro, 2 de agosto de 2009) foi um músico, cantor, produtor musical e compositor de rockabilly norte-americano. As suas gravações mais memoráveis incluídos "Rock with Me Baby" e "Red Hot".

## Biografia
Nascido em Pocahontas, Arkansas, filho de um meeiro, Riley aprendeu a tocar violão de trabalhadores agrícolas negros. Depois de quatro anos no Exército, Riley primeiro gravado em Memphis, Tennessee, em 1955, antes de ser atraído para Sun Studios por Sam Phillips. Gravou "Trouble limita" de Jack Clement e Slim Wallace. Sam Phillips obteve os direitos e liberado "Trouble Limite" b / w "Rock With Me Baby" em 01 de setembro de 1956 (Sun 245). Seu primeiro hit foi "Flyin 'Saucers Rock and Roll" b / w "I Want You Baby", lançado 23 de fevereiro de 1957 (Sun 260), com o apoio de piano por Jerry Lee Lewis, após o qual ele gravou "Red Hot" b / w "Pearly Lee", lançado 30 de setembro de 1957 (Sun 277).
"Red Hot" foi mostrando muita promessa como um grande disco de sucesso, mas Sam Phillips puxou a promoção e mudou-o para "Great Balls of Fire" por Jerry Lee Lewis. Riley sentiu que suas próprias chances de sucesso nas paradas foram comprometidos quando Phillips desviado recursos para a carreira de Lewis. [1] Ele tinha outras gravações Sun e eles, da mesma forma, não tinha um monte de vendas como a sua promoção tinha parado. Como outros artistas como Sonny Burgess, Hayden Thompson, Ray Harris e Warren Smith, carta do sucesso lhe escapou em grande parte.
Considerado boa aparência e com movimentos de palco selvagens, Riley teve uma breve carreira solo com sua banda de apoio do Little Green Men. Riley e seus pequenos homens verdes foram a principal banda de estúdio do Sol. Eles foram Riley, o guitarrista Roland Janes, baterista J. M. Van Eaton, Marvin Pepper, e Jimmy Wilson, mais tarde se juntou por Martin Willis.
Em 1960, ele deixou a Sun e começou a etiqueta Rita Gravar com Roland Janes. Eles produziram o disco de sucesso nacional "Mountain of Love", de Harold Dorman. Mais tarde, ele começou dois outros rótulos, Nita e Mojo.
Em 1962, ele se mudou para Los Angeles e trabalhou como músico de sessão com Dean Martin, os Beach Boys, Herb Alpert, Sammy Davis Jr. e outros, bem como a gravação sob vários pseudônimos.
No início de 1970, Riley encerrar música para voltar ao Arkansas para começar seu próprio negócio de construção. Em 1978, "Red Hot" e "Flyin 'Saucers Rock' n 'Roll" foram cobertos por Robert Gordon e Link Wray, que levou a um one-off desempenho em Memphis em 1979, cujo sucesso levou a gravar mais em Sun Studio e um full-time voltar a realizar.
Redescoberto por Bob Dylan em 1992, que tinha sido um fã desde 1956, Riley jogado rock and roll, blues e country-blues.
Seu álbum de Droga Hot! (Capricórnio, 1997) foi nomeado para um Grammy.
Ele foi ferido cair em um piso escorregadio loja de departamento em 2005, exigindo duas cirurgias como resultado. Em 2006, ele lançou um CD país, Man Hillbilly Rockin '.
The Hall of Fame Rockabilly relatado no Verão de 2009 que Riley estava mal de saúde, lutando contra o câncer de cólon estágio quatro. Sua última apresentação pública ocorreu em junho de 2009, no Teatro New Daisy em Beale Street, em Memphis, quando ele participou de Petefest 2009, honrando historiador Pete Daniel, que tinha amizade com Riley, ajudando lançar o Memphis Rock N 'Soul Museum. Apoiada por um andador, Billy Lee balançado para fora em "Red Hot" e outro de seus antigos sucessos. Ele sucumbiu ao câncer de cólon em 2 de agosto de 2009, em Jonesboro, Arkansas.
Em 2015, Bob Dylan ofereceu esta homenagem a Riley, agradecendo MusiCares por seu apoio em anos passados de Riley:
Ele era um verdadeiro original. Ele fez de tudo: ele jogou, ele cantou, ele escreveu. Ele teria sido uma estrela maior, mas Jerry Lee veio junto. E você sabe o que acontece quando alguém como que vem. Você simplesmente não tem chance. Então, Billy tornou-se o que é conhecido na indústria - um termo condescendente, pela maneira - como uma maravilha one-hit. Mas, às vezes, só às vezes, de vez em quando, uma maravilha de um sucesso pode ter um impacto mais poderoso do que uma estrela de gravação que tem 20 ou 30 batidas por trás dele. E canção de batida de Billy foi chamado de "Red Hot", e foi encarnado. Pode explodir você fora de seu crânio e fazer você se sentir feliz com isso. Mude sua vida.